# Diecéze Alotau-Sideia
Diecéze Alotau-Sideia je římskokatolická diecéze nacházející se na Papuy-Nové Guiney.

## Území
Zahrnuje provincii Milne Bay.
Biskupským sídlem je město Alotau, kde se nachází hlavní chrám, katedrála Nejsvětějšího Srdce Ježíšova.

## Historie
Dne 13. června 1946 byla bulou Quo in regionibus papeže Pia XII. zřízena z části území apoštolského vikariátu Papua nová apoštolská prefektura Samarai. Dne 11. listopadu 1956 byla prefektura bulou Summo gaudio povýšena na apoštolský vikariát.
Dne 15. listopadu 1966 byl vikariát bulou Laeta incrementa papeže Pavla VI. povýšen na diecézi Sideia a 28. dubna 1975 získala dekretem In Sideiana Kongregace pro evangelizaci národů současný název.

## Seznam apoštolských prefektů, vikářů a biskupů
- Francis John Doyle, M.S.C. (1951–1970)
- Desmond Charles Moore, M.S.C. (1970–2001)
- Francesco Panfilo, S.D.B. (2001–2010)
- Rolando Santos, C.M. (od 2011)